# Willi Meyer (Maler)
Georg Julius Otto Willi Meyer (* 5. Juni 1890 in Northeim; † 23. Oktober 1958 in Oldenburg; auch Willi Meyer) war ein deutscher Maler.

## Leben
Der Maler und Grafiker Georg Julius Otto Willi Meyer wurde am 5. Juni 1890 in Northeim am Harz als Sohn des Amtsgerichtsassistenten Siegmund Heinrich Robert Meyer und dessen Ehefrau Sophie Louise Meyer geborene Wehmhörner, geboren. Neben ihm lebten weitere vier Geschwister im elterlichen Hause. Nach dem Umzug der Familie von Northeim nach Celle und dem Besuch der Grundschule wurde Willi Meyer auf die Mittelschule und ab 1899 auf ein Gymnasium umgeschult. 1902 entschlossen sich seine Eltern, ihn in ein Internat nach Hamburg zu geben, weil er dort die Einjährigenreife erlangen sollte. Zu diesem Zeitpunkt hatte sich Meyer bereits intensiv mit Zeichnen und Malen beschäftigt und fiel in der Schule durch sein außergewöhnliches Talent auf. Beeindruckt zeigte er sich von der Seefahrt. Den Wunsch, Malerei und Seefahrt miteinander zu verbinden, formulierte er in der Schule, als er auf die Frage eines Lehrers nach seinem Berufswunsch antwortete, dass er Marinemaler und Marineschriftsteller werden wolle.
Nach dem erfolgreichen Schulabschluss bewarb sich der Maler bei der Marine, wurde dort jedoch abgelehnt, da er aufgrund der Kurzsichtigkeit eines seiner Augen die gesundheitlichen Voraussetzungen für eine Einstellung nicht mitbrachte. Auch ein Kunststudium an einer Akademie rückte in weite Ferne, da seine Mutter schwer erkrankte und aufgrund dieser Erkrankung eine finanzielle Unterstützung durch seine Eltern nicht möglich war. Sein Vater versuchte vergebens, ihn zu überreden, einen Beamtenberuf zu ergreifen. Stattdessen nahm Willi Meyer eine Stelle als Praktikant in einer Maschinenfabrik an und arbeitete dort ein Jahr lang, bevor er als Soldat in das deutsche Militär eintrat.
Als 1914 der Erste Weltkrieg ausbrach, wurde er zunächst an die Ostfront beordert, anschließend jedoch nach Frankreich abkommandiert. Dort kämpfte er mehrere Jahre lang in vorderster Stellung. Schwere Verluste auf beiden Seiten, nie aufhörenwollendes Trommel- und Granatfeuer, der Anblick von Schwerstverwundeten, der Verlust von Kameraden und eine immer präsente Todesangst verursachten tiefe Wunden, Furchen und Risse in der Psyche des Malers. 1918, kurz vor dem Ende des Krieges, erhielt Willi Meyer bei einem Gefecht einen Kopfschuss und geriet anschließend, schwer verwundet, in französische Kriegsgefangenschaft. 1919 wurde er, im Austausch und unter Mithilfe des Schweizer Roten Kreuzes, von Poitier nach Berlin verlegt. Tief traumatisiert sollte er dort sein Leben allein und ohne Hilfe meistern.
Des Lebens überdrüssig, schied der Kunstmaler schließlich am 23. Oktober 1958 aus dem Leben.
Er wurde auf dem Städtischen Friedhof in der Sandkruger Straße bestattet.

## Ausbildung
Zu seinem Glück lernte Willi Meyer in Berlin den Maler und Filmarchitekten Walter Reimann kennen, der ihm Mut machte, seine künstlerische Tätigkeit wieder aufzunehmen. Von Berlin reiste Meyer nach Bielefeld, blieb dort jedoch nur kurze Zeit, um 1926 nach Oldenburg zu fahren. Der Grund bestand offenbar darin, dass seit längerer Zeit ein Bruder von ihm in Osternburg lebte und er bei diesem zunächst unterkommen konnte. Mit nur 20 Mark Versehrtenrente versuchte Willi Meyer, sich in Oldenburg als freischaffender Künstler durchs Leben zu schlagen.
Schnell machte sich jedoch Verzweiflung bei ihm breit, weil große Teile der Bewohner ihr Geld in erster Linie für Lebensmittel ausgaben und nicht für Gemälde. Die Einkünfte, die er durch den Verkauf seiner Arbeiten erzielte, waren dementsprechend gering. In dieser schwierigen Zeit lernte der Maler den Oldenburger Oberbaurat und kunstbegeisterten Architekten Adolf Rauhheld kennen, der den Kontakt zu dem Oldenburger Maler Wilhelm Kempin herstellte. Kempin, der seine Familie kaum selbst durch den Verkauf seiner Gemälde ernähren konnte, sicherte Meyer Unterstützung zu und unterrichtete ihn in den folgenden Jahren. Willi Meyer war der erste Schüler, dem Kempin Mal- und Zeichenunterricht erteilte.

## Willi Meyer und Marie Glaeseker
1927 lernte der Maler seine zukünftige Frau Marie Glaeseker kennen, die von Gerhard Bakenhus ausgebildet worden war und in Wilhelm Kempin einen neuen Lehrmeister fand. Beide verstanden sich gut und verliebten sich schließlich ineinander. Im Jahre 1929 besuchten beide gemeinsam die Akademie für Grafische Künste und Buchgestaltung in Leipzig. Nach nur einem Semester musste Willi Meyer aufgrund seines komplizierten Charakters die Akademie verlassen, kehrte jedoch erst 1933 nach Oldenburg zurück. Anzunehmen ist, dass er wegen Marie Glaeseker so lange in Leipzig verweilte, weil diese das Studium erst im März 1932 beendete. Am 15. April 1933 heirateten Marie Glaeseker und Willi Meyer und zogen anschließend in einen alten Eisenbahnwaggon auf dem Huntedeich. Einige Zeit später bezogen die beiden ein Landarbeiterhaus in der Cloppenburger Straße 238, das den Eltern der Malerin gehörte. Im Dachgeschoss der einen Hälfte des Doppelhauses richteten sie sich ein Atelier ein, das von ihnen gemeinsam genutzt wurde. Die Ehe zwischen Marie Meyer–Glaeseker und Willi Meyer verlief schwierig und stellte seine Frau Marie häufig auf eine schwere Probe. Heimgesucht von immer wiederkehrenden schrecklichen Visionen des Krieges litt der traumatisierte Maler vor allem nachts in seinen Träumen unter dem Erlebten. Gemälde mit Kriegslandschaften und Schlachten, die der Maler aus seiner Erinnerung schuf, waren ein immer wiederkehrendes Thema seiner Arbeiten und vermutlich wichtiger Bestandteil zur Verarbeitung seines Traumas. Unmittelbar davon betroffen war allerdings seine Frau Marie. Wenn die Erinnerungen an die Kriegserlebnisse wieder hochkamen und übermächtig wurden, produzierte der Maler schnell gemalte, kleinformatige und expressive Kriegsdarstellungen und Landschaften, die er unmittelbar nach Fertigstellung im Garten verbrannte oder zerstörte. Nur hin und wieder gelang es seiner Frau, solche Arbeiten vor der Zerstörung zu bewahren, indem sie ihm die Arbeiten entriss oder in einem günstigen Moment wegnahm und versteckte. Nach der Zerstörung fühlte sich der Maler wieder frei und war in der Lage, anschließend impressionistische Landschaftsgemälde voller Anmut und Schönheit zu malen. Am 17. April 1946 wurde die Ehe geschieden. Beide bleiben jedoch befreundet und Willi durfte die gemeinsame Wohnung und das Atelier im Hause Glaeseker weiter nutzen.

## Arbeit als Kunstmaler
Willi Meyer trat als Künstler unter anderem unter dem Pseudonym Otto Georg auf. Seine Freunde nannten ihn allerdings immer nur Willi Meyer. Dieser hatte sich in den vergangenen Jahren mit Wilhelm Kempin angefreundet und gehörte zu dem sich inzwischen gebildeten Künstlerkreis, dem seine Frau Marie ebenso angehörte wie Gerhard Bakenhus, Paul Schütte und Wilhelm Behrens. 1940 wurden Arbeiten von ihm unter dem Namen Otto Georg (Meyer-Oldenburg) im Oldenburger Landesmuseum unter dem Titel „Kriegslandschaft – Im Zeitalter der Materialschlacht“ gezeigt. Die Werke entstanden in den Jahren 1929 bis 1939 und verschafften dem Maler eine erste größere Beachtung in der Öffentlichkeit. 1944, vom 7. Mai bis 6. Juni, nahm er an der Kunstausstellung der Gaukulturtage Weser-Ems in Oldenburg im Augusteum mit 6 Gemälden teil (Roter Tod, Flammenwerfer, Morgennebel, Nächtlicher Brand und Cyclus-Weltkrieg). Seine Frau Marie Meyer-Glaesecker stellte 6 Gemälde aus (Kälber im Stall, Selbstbildnis, Maike, Azalee, Ruhende Rinder, Waldstudie). In einer Gedächtnisausstellung des Oldenburger Kunstvereins im Oldenburger Schloss wurden zu seinen Ehren und des 1962 verstorbenen Malers Emil Brose Gemälde von ihm und Emil Brose in einer gemeinsamen Ausstellung gezeigt. Eine weitere Würdigung seiner Person wurde ihm 1968 in einer Gedächtnisausstellung im Augusteum zuteil, die vom Oldenburger Künstlerbund organisiert worden war.
Seit dieser Zeit ist es still geworden um den Schlachtenmaler Willi Meyer, der aufgrund seines Könnens zu den herausragenden Oldenburger Malern gehörte.